# Poxel
Poxel est une société de biotechnologie française développant des traitements pour les maladies chroniques graves à physiopathologie métabolique, dont la Stéatohépatite Non Alcoolique (NASH), et certains troubles héréditaires rares.
Poxel est cotée à la bourse de Paris, son siège social est situé à Lyon et la Société dispose de filiales à Boston, aux États-Unis, et à Tokyo, au Japon.

## Historique
Poxel, créé en 2009, est un spin-off de Merck Serono. Les actionnaires historiques sont Edmond de Rothschild Investment Partner (Andera Partners), Bpifrance (via ses fonds InnoBio et Large Venture) et Omnes Capital.
Concomitamment à un accord stratégique de développement et de licence conclu en février 2018, Roivant Sciences, société biopharmaceutique globale, a investi 15 millions d’euros par souscription d’actions ordinaires nouvelles de Poxel.

## Développements et tests cliniques

### Diabète
Poxel développe l'Imeglimine, un traitement du diabète de type 2. L'iméglimine a un mécanisme d’action unique qui cible le dysfonctionnement mitochondrial, lui permettant de cibler simultanément les deux principaux défauts du diabète : le déficit de la fonction des cellules bêta pancréatiques et la résistance à l’insuline.
Ces effets sont obtenus grâce à l'amélioration de la respiration de la mitochondrie en succinate et la diminution du stress oxydant sur la mitochondrie. L’efficacité et la tolérance de l'Iméglimine ont été démontrés au cours de plus de 25 essais cliniques portant sur 2 500 sujets. L'Iméglimine a également démontré son efficacité significative à la fois seule et en association avec d'autres médicaments disponibles sur le marché.
Pour les essais cliniques et la commercialisation ultérieure de l'Iméglimine, Poxel a fait le choix de mettre en place d’étroites collaborations avec des partenaires :

#### Partenariat pour le développement et la commercialisation de l’Imeglimine en Asie, licencié sous le nom de TWYMEEG® au Japon
Sumitomo Pharma est le partenaire stratégique de Poxel pour l'iméglimine au Japon, en Chine, en Corée du Sud, à Taïwan et dans neuf autres pays d’Asie du Sud-Est.
Le 30 juillet 2020, Sumitomo Pharma a déposé une demande d’enregistrement d’un nouveau médicament au Japon (J-NDA) auprès de l'Agence japonaise des dispositifs pharmaceutiques et médicaux (PMDA) afin d'obtenir l’autorisation de fabrication et de commercialisation de l'Iméglimine. Cette demande d’enregistrement au Japon de TWYMEEG® (DCI) : chlorhydrate d'Iméglimine), a été approuvée en juin 2021 pour le traitement du diabète de type 2. Le 16 septembre 2021, Sumitomo Pharma a lancé la commercialisation de TWYMEEG®, sous la forme de comprimés de 500mg. Le Japon est le premier pays à approuver l’Imeglimine. Dans le cadre de l’accord de licence avec Sumitomo Pharma, Poxel recevra des paiements basés sur les ventes et des redevances.

#### Partenariat pour le développement et la commercialisation de l’Imeglimine en Europe et aux États-Unis
En février 2018, Poxel signe avec Roivant Sciences un accord stratégique de développement et de licence pour l'iméglimine aux États-Unis, en Europe et dans d’autres pays non couverts par le partenariat avec Sumitomo Pharma. Cet accord prévoyait initialement que Metavant, filiale de Roivant Sciences, se concentre sur le développement de l'iméglimine pour le traitement de personnes souffrant du diabète de type 2 et d’IRC de stade 3b/4, et initie le développement de phase III aux États-Unis et en Europe. À la suite d’une revue stratégique de ses activités, Metavant annonce, le 20 novembre 2020, ne pas poursuivre le développement de l'iméglimine. L’accord de partenariat liant Poxel et Metavant est résilié le 31 janvier 2021. L’ensemble des droits sur l’Imeglimine, ainsi que l’ensemble des données, matériels et informations, y compris le contenu des échanges réglementaires avec la FDA, liés au programme ont été depuis rétrocédés à Poxel,. La Société évalue les possibilités d’exploiter les données cliniques de l’Imeglimine dans des territoires spécifiques non couverts par le partenariat avec Sumitomo Pharma, y compris celles résultant de sollicitations directes.

### NASH
La stéatohépatite non alcoolique (NASH) est une maladie métabolique qui se caractérise par une accumulation de graisse dans le foie, provoquant une inflammation et une fibrose. Les facteurs de risque typiques de la NASH sont l’obésité, des taux élevés de lipides sanguins (tels que le cholestérol et les triglycérides), et le diabète. Poxel développe un produit contre la NASH, le PLX065.

#### PXL065
Le PXL065 (R-pioglitazone stabilisée par substitution au deutérium) est un inhibiteur du transporteur mitochondrial du pyruvate (Mitochondrial Pyruvate Carrier – MPC) ayant atteint son critère principal d'évaluation dans une étude de Phase II (DESTINY-1) pour le traitement de la NASH. Sur la base de ces résultats positifs, des discussions ont été initiées pour la poursuite d’un programme pivotal éventuel de Phase III dans la NASH.

### Maladies métaboliques rares
Le 12 juillet 2021, Poxel a annoncé une nouvelle orientation stratégique axée sur les maladies métaboliques rares. La Société a ainsi lancé un premier programme de développement visant l'ALD, une maladie monogénique grave, et réalisé au cours de l’année 2021 une série d’études pour la polykystose rénale autosomique dominante (ADPKD), une maladie rénale orpheline.
La Société mène par ailleurs des études sur d'autres maladies rares, notamment les troubles mitochondriaux.

#### Adrénoleucodystrophie liée au chromosome X (ALD)
Dans le cadre du développement de ses plateformes de molécules de thiazolidinediones deutérées (d-TZD) et d'activateurs de la protéine kinase activée par l'adénosine monophosphate (AMPK), Poxel va lancer dans l'adrénoleucodystrophie (ALD) liée au chromosome X, et sous réserves de financements additionnels, une étude clinique de Phase IIa de preuve de concept par biomarqueurs pour le PXL770. Le PXL770 est un activateur direct de la protéine kinase activée par l’adénosine monophosphate (AMPK) pour lequel une étude de Phase IIa de preuve de concept pour le traitement de la NASH a été réalisée, conduisant à la publication de résultats positifs en octobre 2020. Le développement du PXL770 est désormais centré exclusivement sur les maladies rares, compte tenu de données prometteuses reflétant son fort potentiel dans de nombreuses indications métaboliques rares. L'étude de de Phase IIa de preuve de concept par biomarqueurs devrait débuter dès que possible, sous réserve de financement additionnel. Elle recrutera des patients adultes, de sexe masculin souffrant d’adrénomyéloneuropathie (AMN), forme la plus courante de l’ALD, et évaluera la pharmacocinétique, la sécurité et l'efficacité du PXL770 après 12 semaines de traitement sur la base de biomarqueurs pertinents de la maladie, dont l’effet sur les acides gras à très longue chaîne (VLCFA). Une deuxième étude identique afin d’évaluer, avec le PXL065, le potentiel de la plateforme d-TZD dans l’ALD, sera également lancée en parallèle.
Par ailleurs, la Food and Drug Administration (FDA) américaine a accordé le statut « Fast Track » (FTD) au PXL065 et au PXL770 pour le traitement des patients atteints d'adrénomyéloneuropathie, respectivement en février et avril 2022. Le statut « Fast Track » peut être accordé par la FDA à des médicaments en développement qui visent à traiter des pathologies graves ou mortelles et répondre à des besoins médicaux non satisfaits. La FDA note que « l’objectif du programme « Fast Track » est de mettre plus rapidement à la disposition des patients de nouveaux médicaments importants ».
En mai 2022, la FDA a également accordé la désignation de médicament orphelin (Orphan Drug Designation – ODD) au PXL065 et au PXL770 pour le traitement des patients atteints d’adrénomyéloneuropathie. L’ODD est accordé par la FDA à de nouveaux traitements de maladies ou d’affections qui touchent moins de 200 000 personnes aux États-Unis.
Le 5 juillet 2023, Poxel annonce être lauréat de l’édition 2023 du concours I-nov pour son programme dans l’adrénoleucodystrophie. Le prix de ce concours, financé par l’État via le plan France 2030, opéré par Bpifrance en collaboration avec l’ADEME, consiste en une aide financière qui contribuera en partie au financement des deux études cliniques de phase IIa de preuve de concept pour le PXL770 et le PXL065.

#### Polykystose rénale autosomique dominante (ADPKD)
Des études précliniques ont été réalisées et ont démontré l'efficacité du PXL770 dans des tests in vitro réalisés sur des cellules de kystes de patients atteints de la polykystose rénale autosomique dominante (ADPKD). L'efficacité in vivo dans un modèle animal classique d'ADPKD a également été observée, y compris des améliorations de la fonction rénale, du poids des reins, de l'indice de kystes et d'autres bénéfices dans les tissus rénaux. La planification du développement et des interactions réglementaires est en cours.

## Structure actionnariale
| BPI France | 14,4% |
| Fondateurs | 8,8%  |
| Flottant   | 76,7% |